# Heyden (westfälisches Adelsgeschlecht)

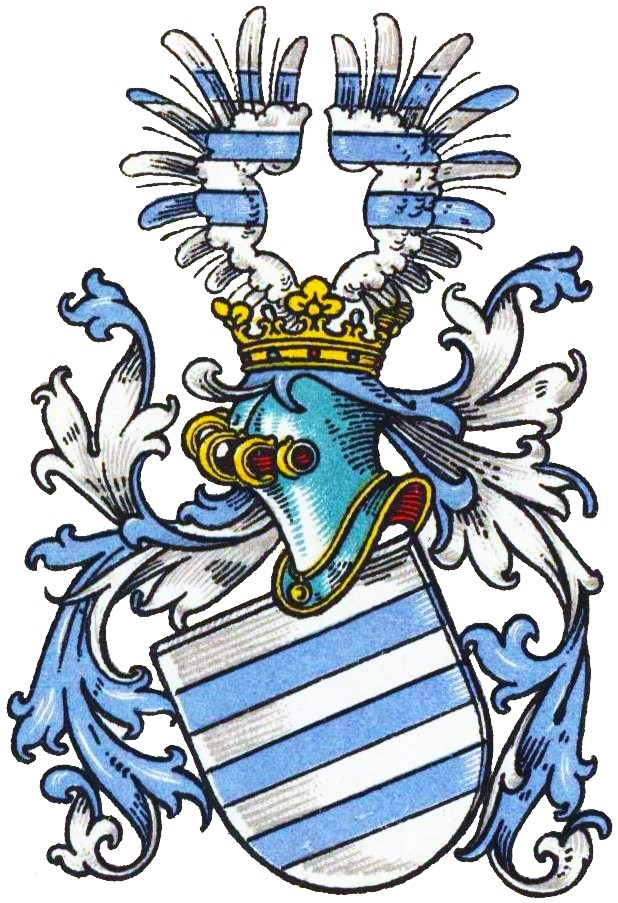
Stammwappen derer von Heyden im Wappenbuch des Westfälischen Adels

Heyden, auch Heiden, ist der Name eines westfälischen Uradelsgeschlechts, an das der Freiherren- und Grafenstand gekommen ist und das sich nach den Niederlanden und Russland ausbreiten konnte.
Es besteht keine bekannte Stammesverwandtschaft zu den zahlreichen weiteren Geschlechtern Heyden.

## Geschichte

### Herkommen und Ausbreitung
Das Geschlecht derer von Heyden mit seinem gleichnamigen Stammhaus im Kreis Borken nimmt seinen Ursprung im Fürstentum Münster. Die durchgängige Stammreihe beginnt mit Menso de Heidene 1316 Ritter und Vorstand des Heydenschen Freihstuhls.
Aus der niederrheinischen Linie wurden die Brüder Friedrich von Heiden auf Bruch, Rhade und Schönrath, Johann Dietrich von Heiden († 1669) auf Ootmarsum und Gottfried von Heiden († 1670) auf Hovestadt, in Ebersdorf am 13. September 1655 in den Reichsfreiherrenstand gehoben. Für Freiherr Georg von [der] Heiden auf Bruch, Rhade und Schönrath erfolgte am 15. Oktober 1651 in Kleve die kurfürstlich brandenburgische Anerkennung des Freiherrenstandes. Die Brüder Freiherr Friedrich Johann Sigismund von Heyden (1696–1769), Drost von Twente und Freiherr Alexander Carl von Heyden (1709–1776) wurden in Wien am 27. Juli 1767 in den Reichsgrafenstand gehoben. Durch außerordentlichen Erlass vom 5. Februar 1816 erfolgte die niederländische Anerkennung des Grafentitels für die Brüder Graf Sigismund Jacques von Heiden (1771–1830) auf Larrwoud und Reinestein und Graf Wilhelm Jacques von Heiden (1778–1835) auf Entinge. Der beiden vorgenannten Bruder Graf Ludwig Sigismund Gustav Heiden (1773–1850) wurde im Februar 1836 bei der estländischen Ritterschaft immatrikuliert.
Aus der westfälischen Linie wurden auch die Brüder Felix von Heyden, Bürgermeister in Rosmalen und Hubertus von Heyden, niederländischer Premierleutnant und Ordonnanzoffizier der Königin am 24. Juni 1920 durch außerordentlichen Erlass bzw. deren Vetter Hubertus von Heyden auf Küstersbrock, Bürgermeister in Haaksbergen am 23. Januar 1923 in den niederländischen Adel aufgenommen.

### Historischer Güterbesitz (Auswahl)

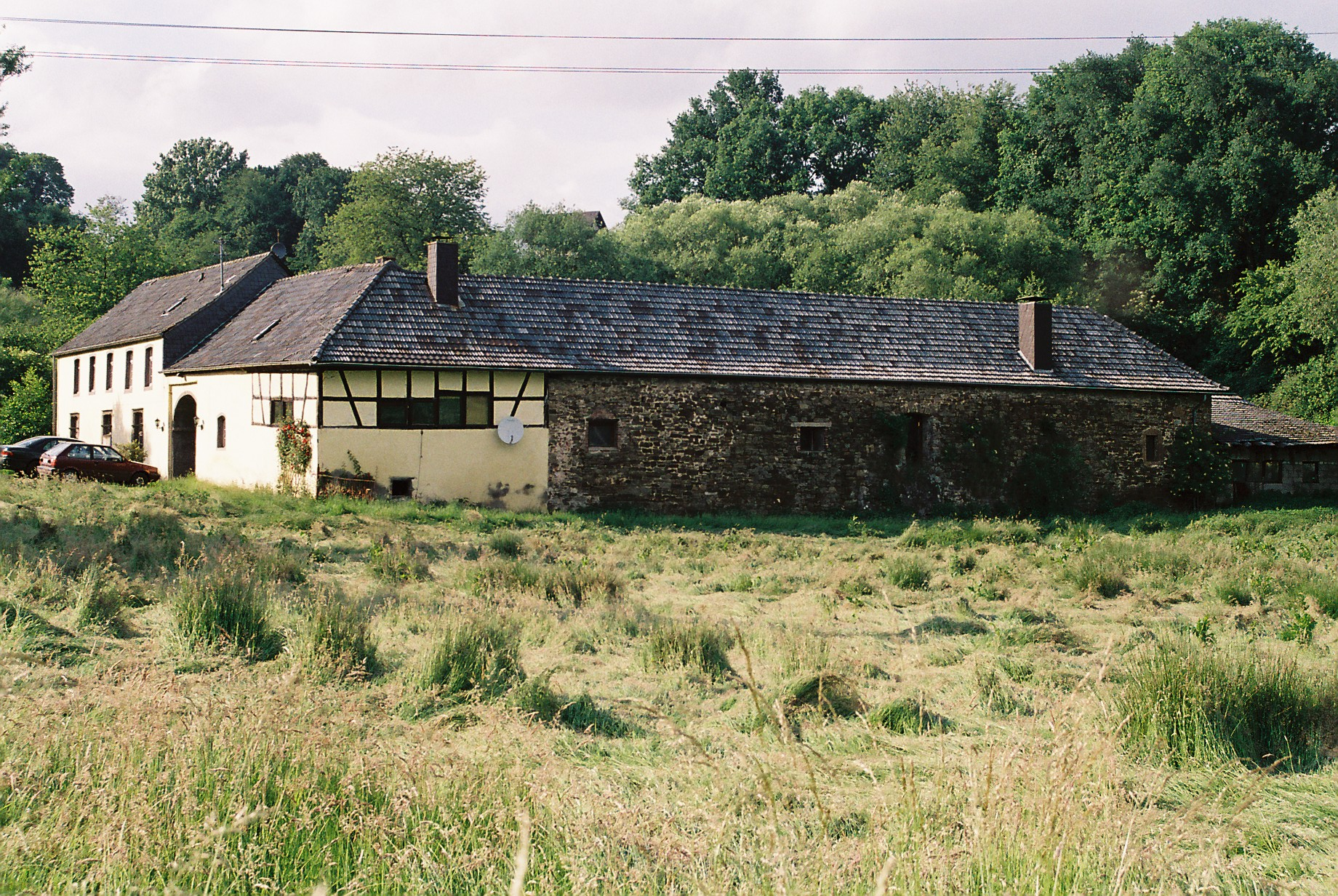
Vorburg Schönrath, Lohmar (2007)
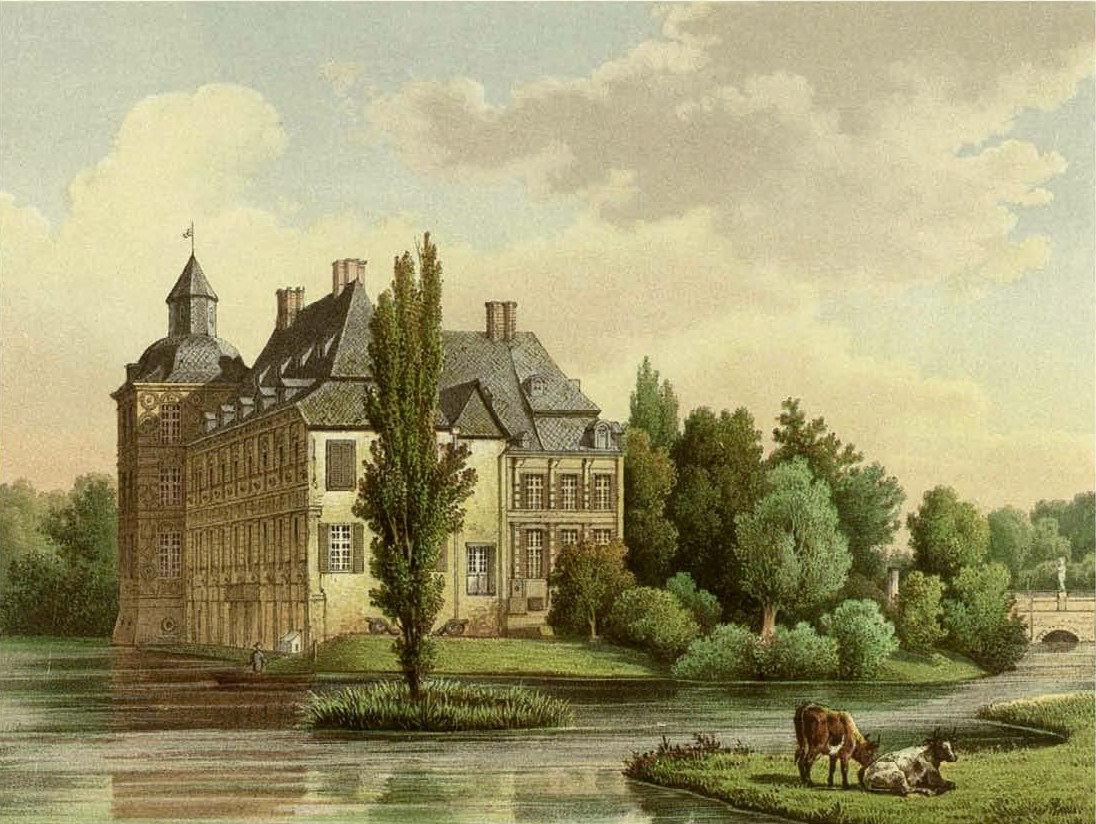
Schloss Hovestadt, Sammlung Duncker (1865)
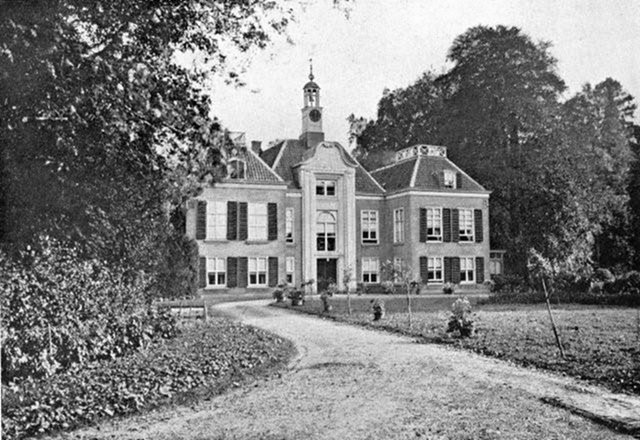
Herrenhaus Joppe, Provinz Gelderland (1908)
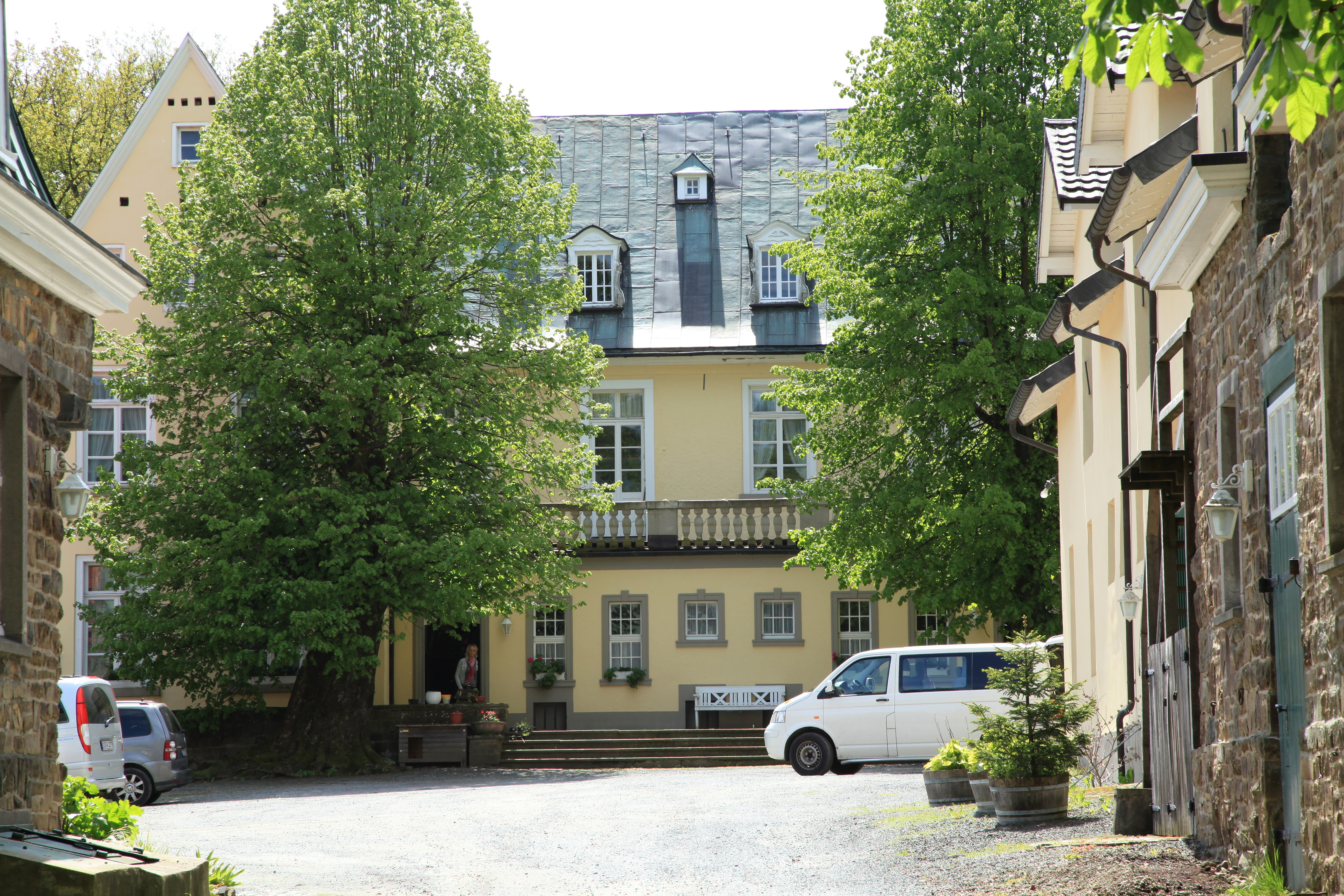
Herrenhaus Rhade (2012)
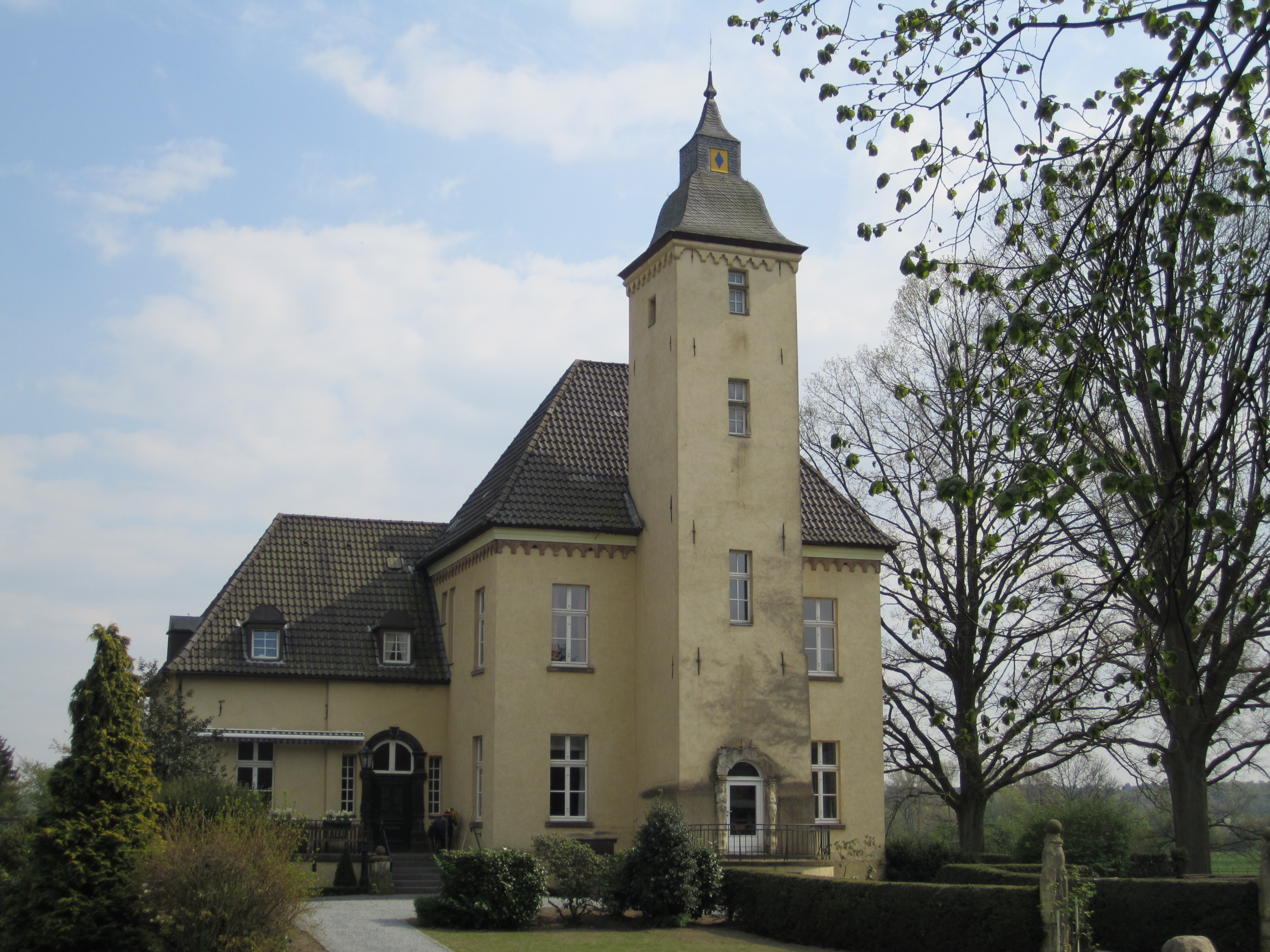
Herrenhaus Schwarzenstein (2011)

### Hompesch-Heyden
Am 27. Juli 1767 erhielten die Brüder Vincent Gustav Freiherr von Hompesch und Reinhard Hadrian Karl Wilhelm Graf von Heyden die Bestätigung der von Vincent Gustavs Oheim Reinhard Vinzenz von Hompesch testamentarisch vermachten Übertragung des Grafenstandes mit „Hoch- und Wohlgeboren“ mit Wappenvereinigung und Übertragung des Namens „Heyden“ auf den Ersteren sowie im Fall des Abgangs dessen Deszendenz auf den Letzteren und dessen sämtlichen Nachkommen.

## Wappen
- Blasonierung des Stammwappens: In Blau drei silberne Balken, auf dem Helm mit blau-silbernen Decken ein mit je drei silbernen Balken belegter offener Flug.
- Blasonierung des vermehrten Wappens: Geviert. Felder 1 und 4 das Stammwappen, Felder 2 und 3 in Gold ein roter Kesselhaken (Wappen derer von Ketteler). Auf dem blau-silbern bewulsteten Helm mit rechts rot-goldenen und links blau-silbern Decken, ein offener Flug bezeichnet mit Felder 1 und 4, dazwischen ein Schildchen wie Felder 2 und 3.
- Blasonierung des verbesserten Freiherrenwappens (1767): Geviert und belegt mit einem goldenen Herzschild, darin ein gekrönter schwarzer Doppeladler. Felder 1 und 4 wie das Stammwappen, Felder 2 und 3 in Gold ein roter Kesselhaken. Drei Helme: rechts und links wie Helm des Stammwappen, der rechte mit blau-silbernen der line mit rot-goldenen Decken, auf dem mittleren Helm mit rechts schwarz-silbernen, links schwarz-goldenen Decken ein goldener Schild mit rotem Kesselhaken zwischen zwei Federn, die rechte golden, die linke rot (Kettler). Schildhalter: auf grünem Rasen zwei goldene Löwen.
- Blasonierung des Wappens der Grafen von Heyden-Hompesch (1767): Geviert mit Mittel- und Herzschild, Mittel- und Herzschild wie das verbesserte Freiherrenwappen mit Herzschild. Felder 1 und 4 des Hauptschilds in Schwarz eine goldene Fürstenkrone; Felder 2 und 3 in Rot ein silbernes ausgekerbtes Andreaskreuz. Drei Helme: I. gekrönt mit schwarz-goldenen Decken und einem schwarzen Reichsadler; II. über einem silbern-gestülptem roten Hut mit rot-silbernen Decken zwei blau Knieschienen die Knie gegeneinander gerichtet; III. gekrönt mit blau-silbernen Decken eine schwarze Vogelklaue, die in die Krone greift.[2]

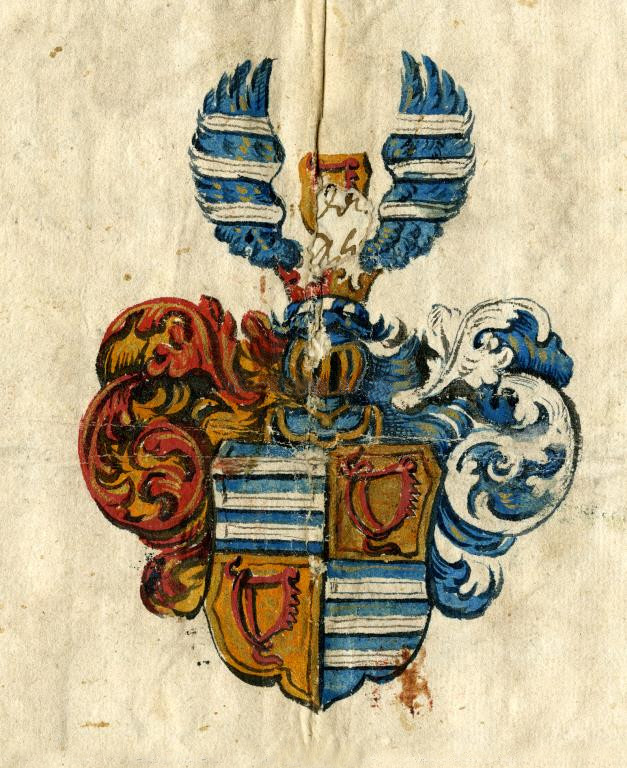
Vermehrtes Wappen derer von Heyden
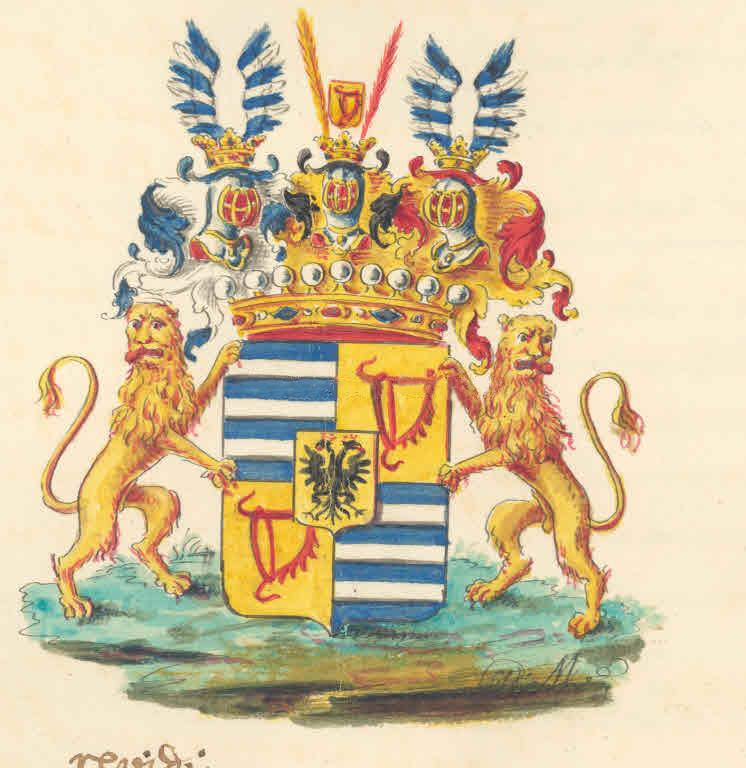
Verbessertes Wappen der Brüder und Grafen Friedrich Johann Sigismund Freiherr von Heyden und Alexander Karl von Heyden (1767)
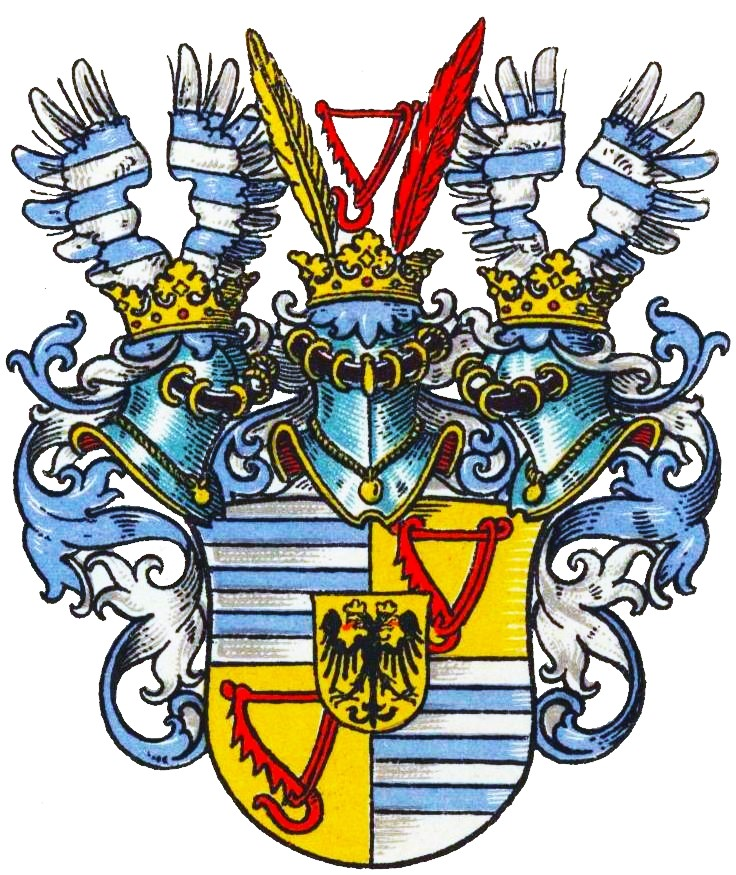
Wappen der Freiherren von Heyden im Wappenbuch des Westfälischen Adels
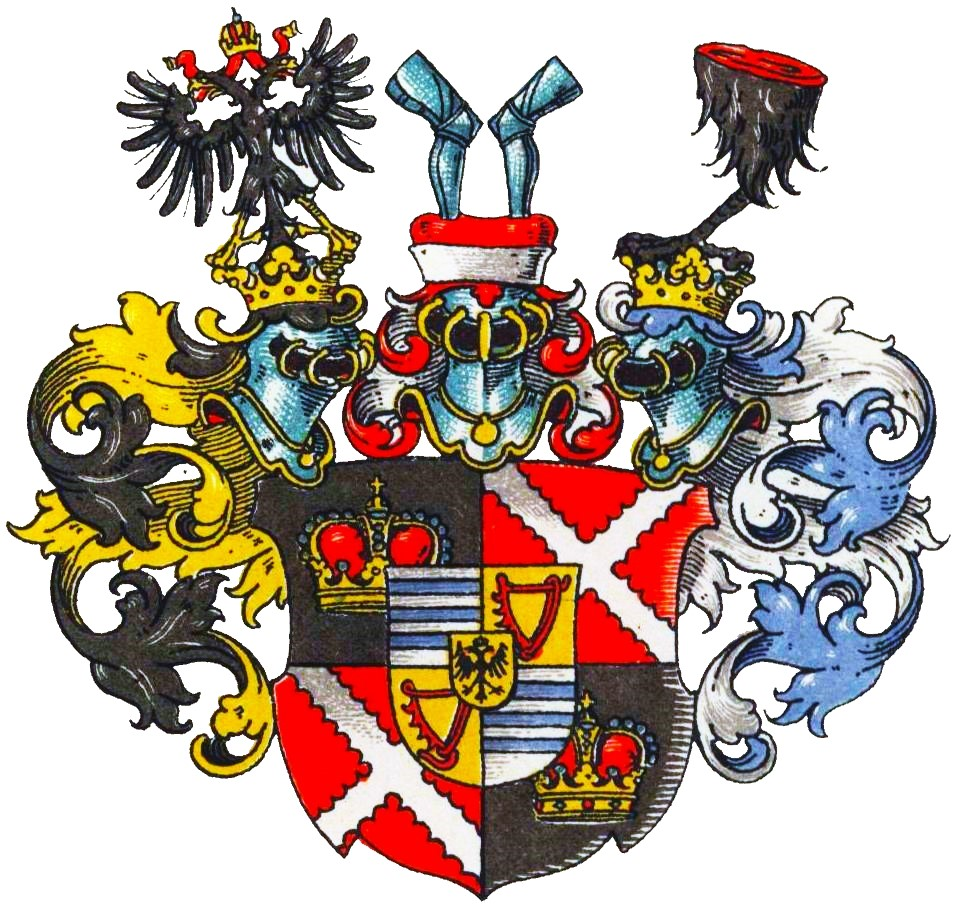
Wappen der Grafen von Heyden-Hompesch im Wappenbuch des Westfälischen Adels (1767)

## Bekannte Familienmitglieder
- Bernhard von Heiden (* 16. Jahrhundert; † im 17. Jahrhundert), Domherr in Münster
- Friedrich von Heyden (1633–1715), preußischer General der Infanterie
- Johann Siegmund von Heyden (1641–1724), preußischer General der Kavallerie, Gouverneur von Lippstadt
- Johann Sigismund von der Heyden (1656–1730), preußischer General der Infanterie, Gouverneur von Wesel
- Ludwig Sigismund Gustav Heiden (1773–1850), russischer Admiral
- Theodor von Heyden (1789–1858), preußischer Landrat
- Ludwig Heinrich Sigismund Heyden (1806–1901), russischer Generaladjutant, Admiral und Mitglied des Staatsrates
- Friedrich Moritz Heiden (1821–1900), russischer General der Infanterie, Generalgouverneur Finnlands
- Nikolai Heiden (1856–1918), russischer Generalleutnant

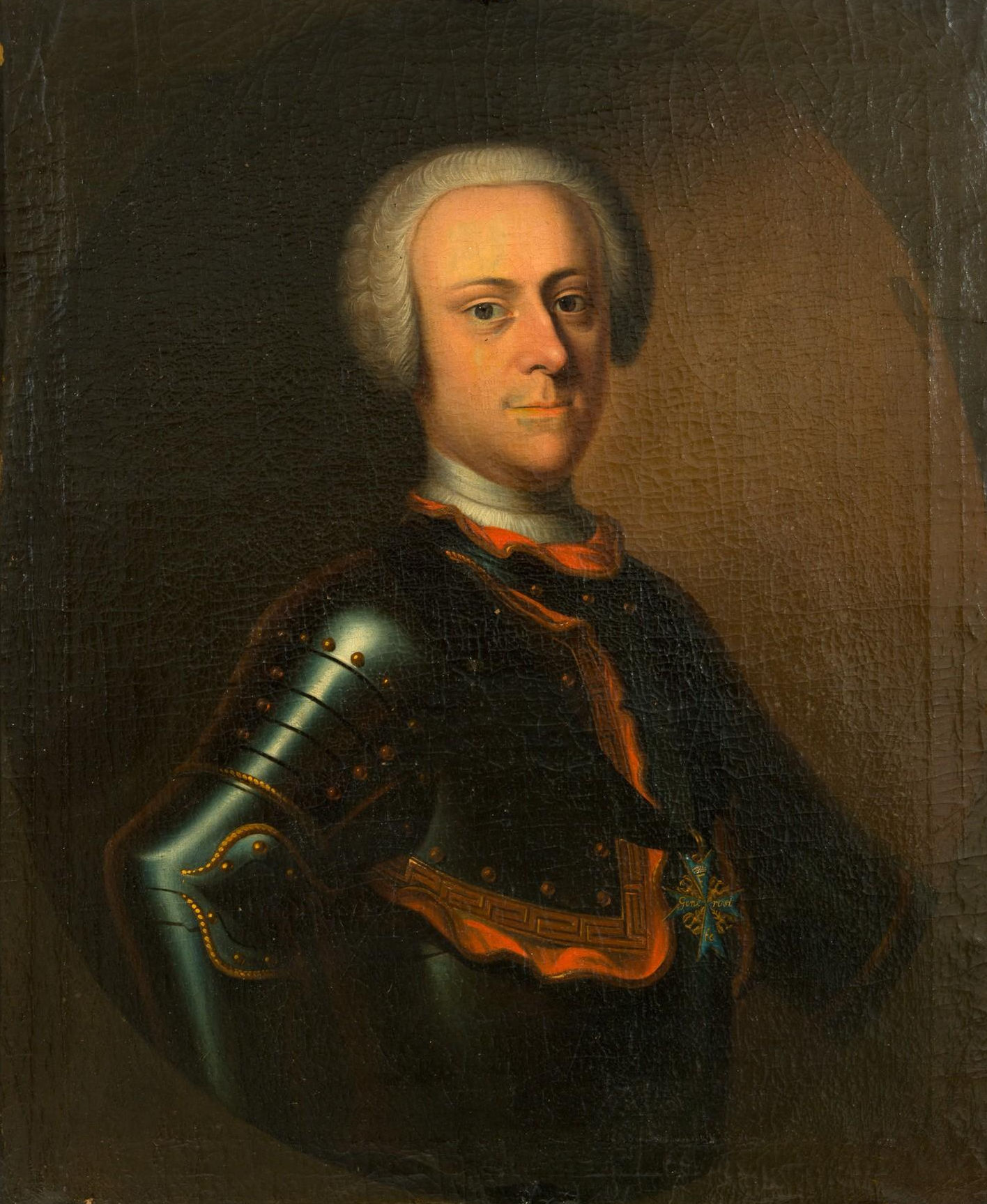
Baron Alexander Carel van Heiden (1709–1776), Drost von Drenthe und Coevorden
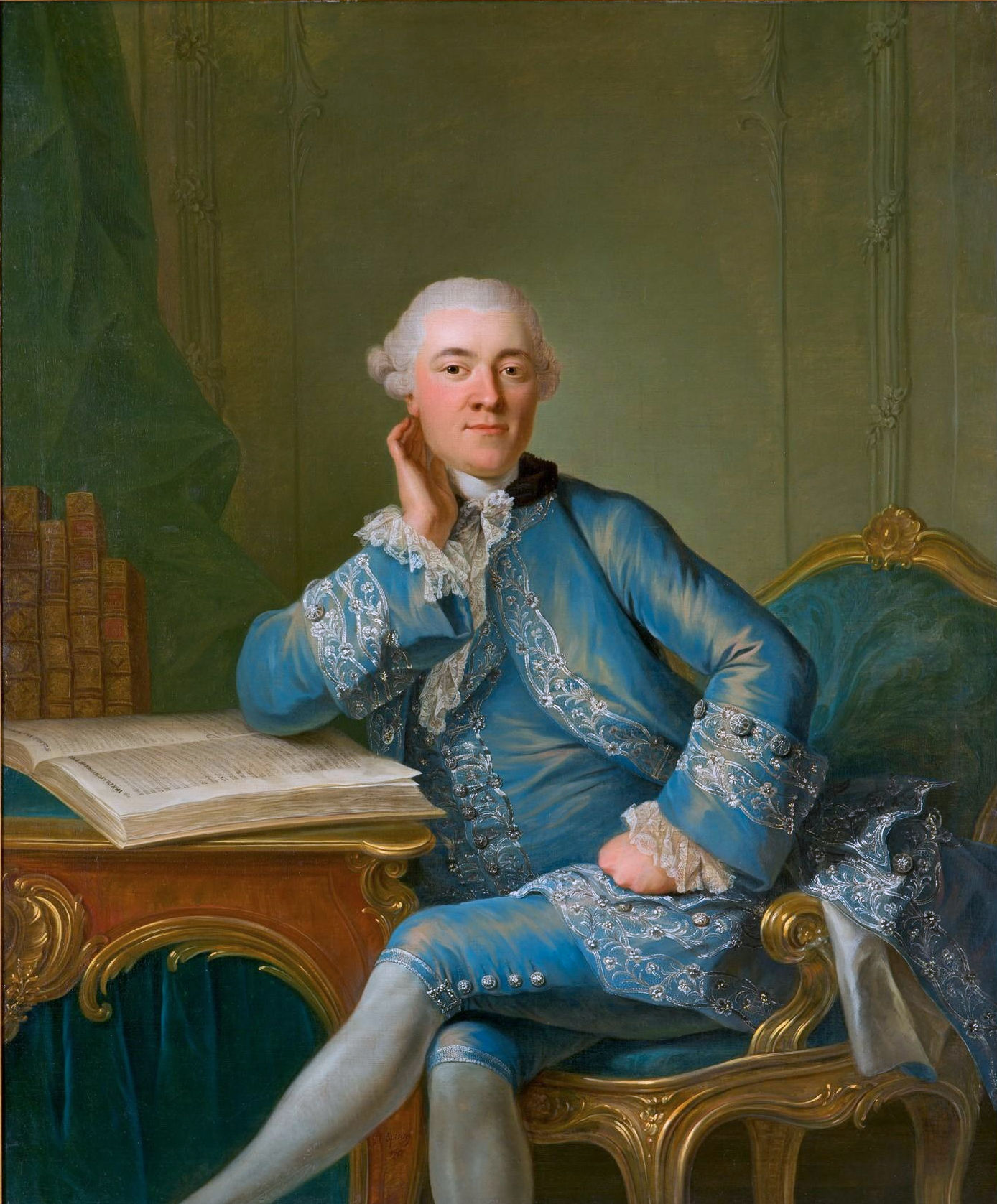
Graf Sigismond Pierre Alexander van Heiden-Reinestein (1770–1806), Drost von Drenthe
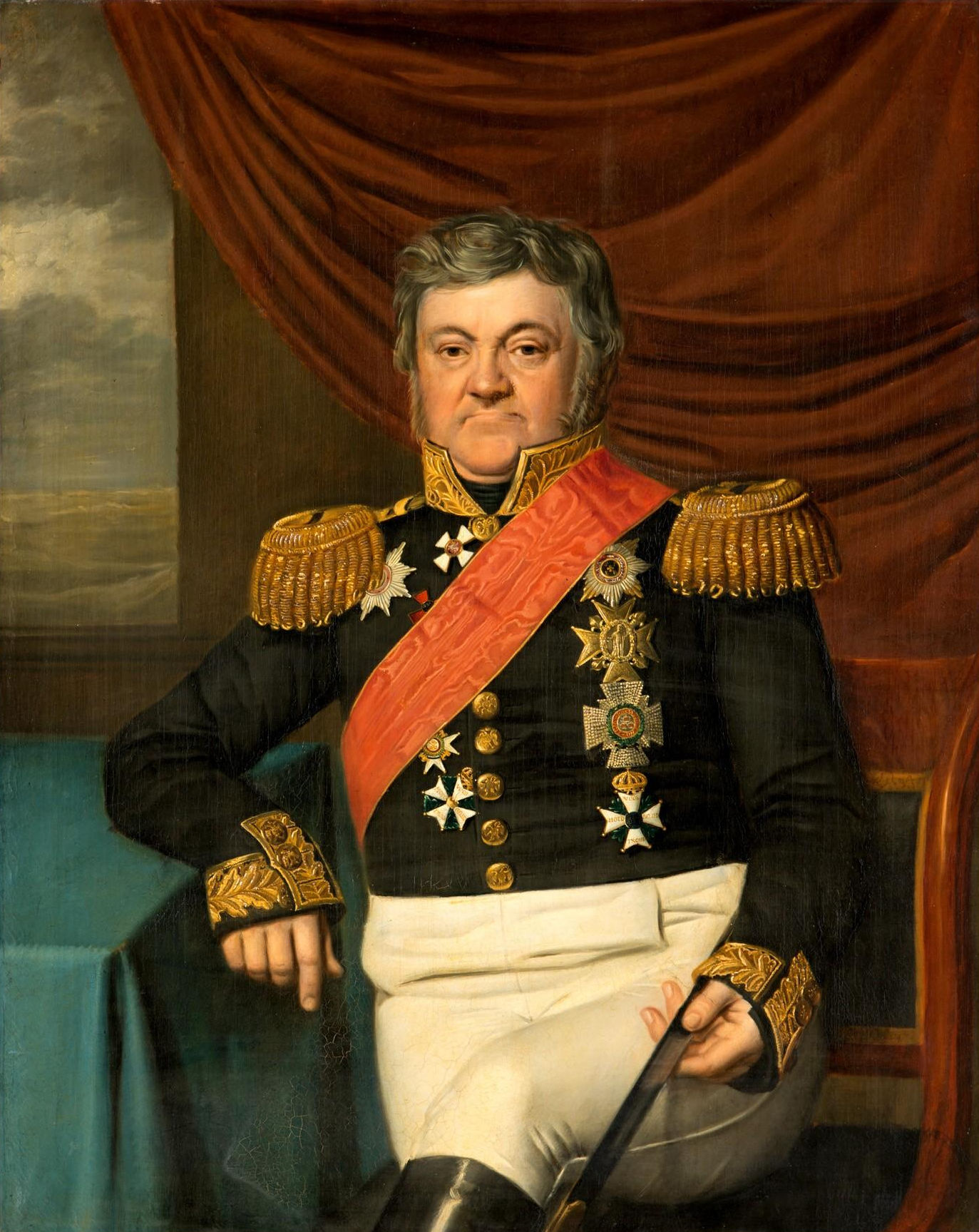
Graf Ludwig Sigismund Gustav Heiden (1773–1850), Gouverneur von Reval
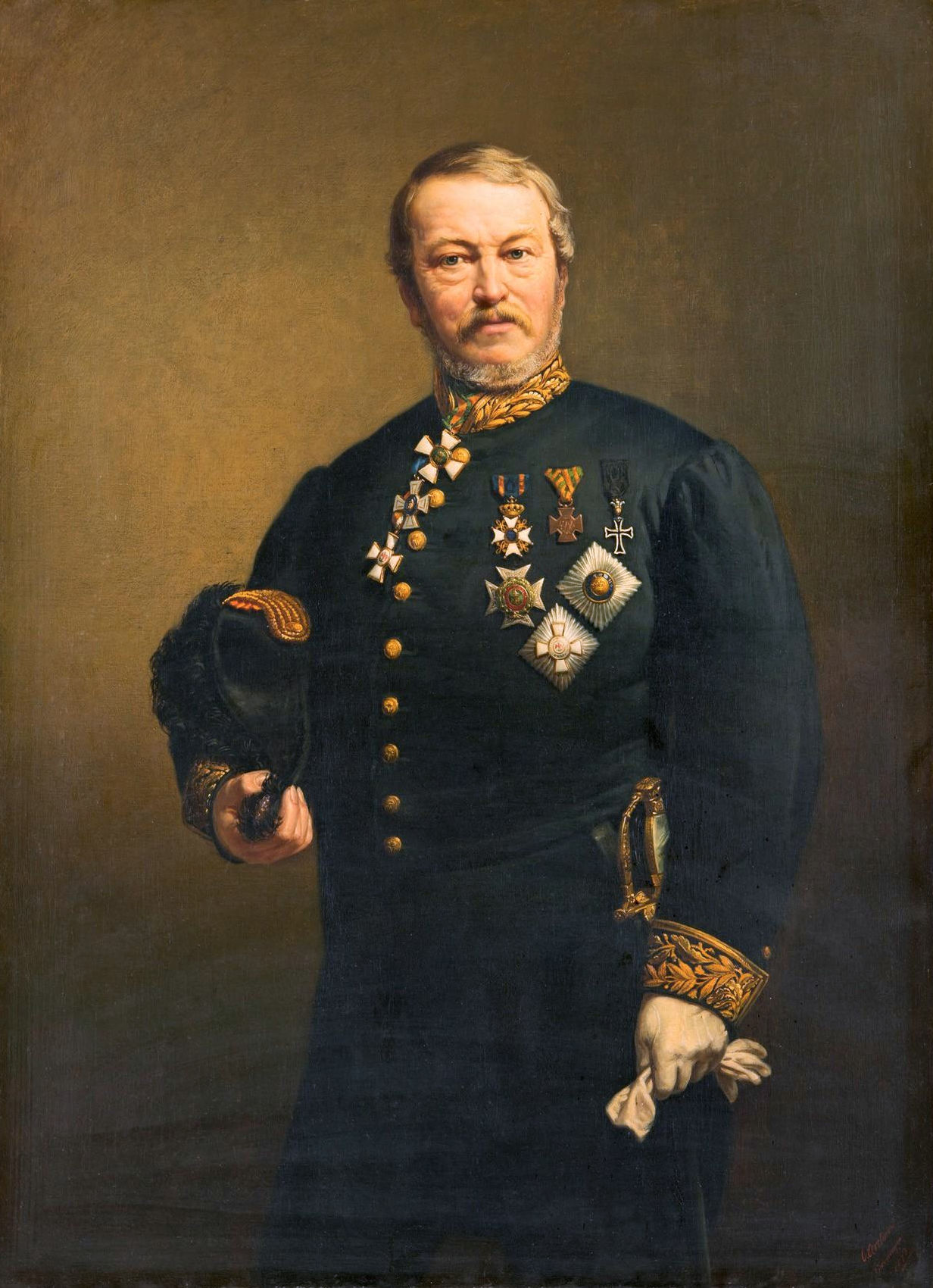
Graf Louis van Heiden (1809–1882), Kommissar der Provinz Groningen
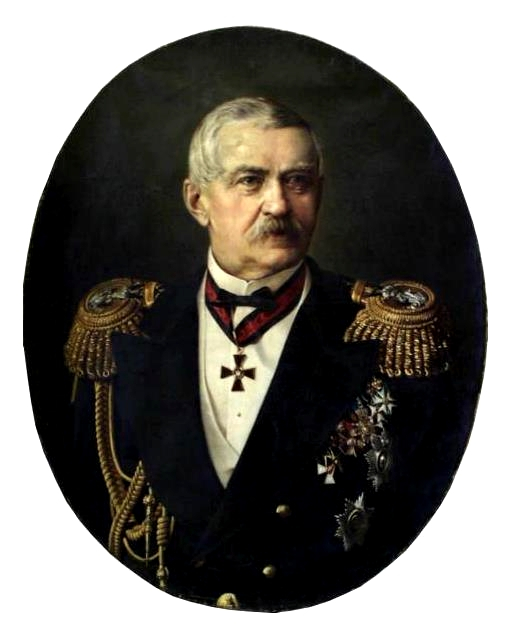
Graf Ludwig Heinrich Sigismund van Heyden (1806–1901), Generaladjutant, Admiral und Mitglied des russischen Staatsrates
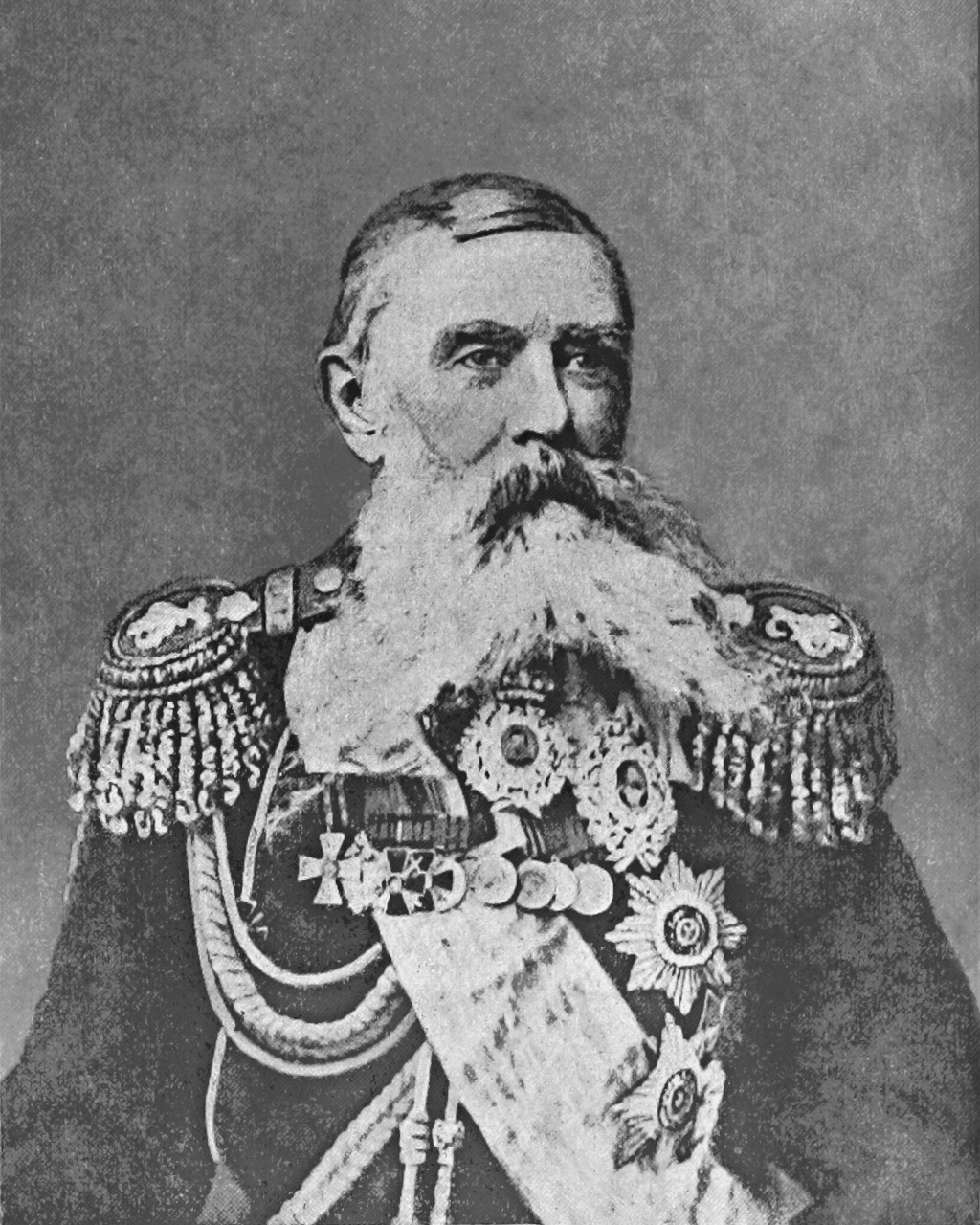
Graf Friedrich Moritz Heiden (1821–1900), Generalgouverneur des Großfürstentums Finnland